# Linda Wild
Linda Wild (Arlington Heights (Illinois), 11 februari 1971) is een voormalig tennisspeelster uit de Verenigde Staten. Geboren als Linda Harvey nam zij later de achternaam aan van haar stiefvader en coach, Steve Wild. Zij begon met tennis toen zij tien jaar oud was. Zij speelt rechtshandig. Zij was actief in het proftennis van 1987 tot en met 2000.

## Loopbaan

### Enkelspel
Wild debuteerde in 1987 op het ITF-toernooi van Chicago (VS). Zij stond in 1989 voor het eerst in een finale, op het ITF-toernooi van Niceville (VS) – zij verloor van landgenote Karen Shin. De week erop veroverde Wild haar eerste titel, op het ITF-toernooi van St. Simons (VS), door landgenote Ginger Helgeson te verslaan.
In totaal won zij twee ITF-titels, de tweede weer een week later in Seabrook (VS).
In 1989 kwalificeerde Wild zich voor het eerst voor een WTA-hoofdtoernooi, op het toernooi van Miami. Zij stond in 1992 voor het eerst in een WTA-finale, op het toernooi van Eastbourne – zij verloor van landgenote Lori McNeil. In 1993 veroverde Wild haar eerste WTA-titel, op het toernooi van San Juan, door landgenote Ann Grossman te verslaan. In totaal won zij vijf WTA-titels, de laatste in 1996 in Jakarta.
Haar beste resultaat op de grandslamtoernooien is het bereiken van de kwartfinale, op de US Open 1996. Daardoor bereikte zij in september 1996 haar hoogste positie op de WTA-ranglijst: de 23e plaats.

### Dubbelspel
Wild behaalde in het dubbelspel iets betere resultaten dan in het enkelspel. Zij debuteerde in 1987 op het ITF-toernooi van Tucson (VS) samen met landgenote Amy Frazier. ITF-titels won zij niet.
In 1989 speelde Wild voor het eerst op een WTA-hoofdtoernooi, op het toernooi van Newport, samen met landgenote Jennifer Goodling. Zij stond in 1992 voor het eerst in een WTA-finale, op het toernooi van Boca Raton, samen met de Spaanse Conchita Martínez – zij verloren van het koppel Larisa Neiland en Natallja Zverava. In 1994 veroverde Wild haar eerste WTA-titel, op het toernooi van Hobart, samen met landgenote Chanda Rubin, door het Australische koppel Jenny Byrne en Rachel McQuillan te verslaan. In totaal won zij vijf WTA-titels, de laatste in 1996 in Birmingham, samen met de Australische Elizabeth Smylie.
Haar beste resultaat op de grandslamtoernooien is het bereiken van de halve finale, op Wimbledon 1996. Haar hoogste positie op de WTA-ranglijst is de 17e plaats, die zij bereikte in juli 1996.

## Posities op deWTA-ranglijst
Positie per einde seizoen:
| jaartal | ranking enkelspel | ranking dubbelspel |
| ------- | ----------------- | ------------------ |
| 2000    | 255               | 162                |
| 1999    | 196               | 63                 |
| 1997    | 222               | 41                 |
| 1996    | 29                | 23                 |
| 1995    | 59                | 34                 |
| 1994    | 49                | 42                 |
| 1993    | 45                | 45                 |
| 1992    | 49                | 71                 |
| 1991    | 41                | 91                 |
| 1990    | 86                | 268                |
| 1989    | 155               | 424                |
| 1988    | 434               | 289                |
| 1987    | 395               | –                  |

## Palmares
| Legenda                |
| ---------------------- |
| Grandslamtoernooi      |
| Olympische Spelen      |
| Year-End Championships |
| Tier I                 |
| Tier II                |
| Tier III               |
| Tier IV & V            |

### WTA-finaleplaatsen enkelspel
| nr.              | finaledatum | toernooi         | ondergrond    | tegenstandster   | score         |         |
| ---------------- | ----------- | ---------------- | ------------- | ---------------- | ------------- | ------- |
| Gewonnen finales |             |                  |               |                  |               |         |
| 1.               | 1993-08-01  | WTA San Juan     | hardcourt     | Ann Grossman     | 6-3, 5-7, 6-3 | details |
| 2.               | 1993-10-03  | WTA Sapporo      | tapijt (i)    | Irina Spîrlea    | 6-4, 6-3      | details |
| 3.               | 1995-09-17  | WTA Nagoya       | tapijt (i)    | Sandra Kleinová  | 6-4, 6-2      | details |
| 4.               | 1995-09-30  | WTA Peking       | hardcourt     | Wang Shi-ting    | 7-5, 6-2      | details |
| 5.               | 1996-04-14  | WTA Jakarta      | hardcourt     | Yayuk Basuki     | walk-over     | details |
| Verloren finales |             |                  |               |                  |               |         |
| 1.               | 1992-06-20  | WTA Eastbourne   | gras          | Lori McNeil      | 4-6, 4-6      | details |
| 2.               | 1992-11-14  | WTA Indianapolis | hardcourt (i) | Helena Suková    | 4-6, 3-6      | details |
| 3.               | 1993-10-10  | WTA Taipei       | hardcourt     | Wang Shi-ting    | 1-6, 6-7      | details |
| 4.               | 1994-06-18  | WTA Eastbourne   | gras          | Meredith McGrath | 2-6, 4-6      | details |

### WTA-finaleplaatsen vrouwendubbelspel
| nr.              | finaledatum | toernooi       | ondergrond | partner           | tegenstandsters                      | score         |         |
| ---------------- | ----------- | -------------- | ---------- | ----------------- | ------------------------------------ | ------------- | ------- |
| Gewonnen finales |             |                |            |                   |                                      |               |         |
| 1.               | 1994-01-15  | WTA Hobart     | hardcourt  | Chanda Rubin      | Jenny Byrne Rachel McQuillan         | 7-5, 4-6, 7-6 | details |
| 2.               | 1994-05-15  | WTA Praag      | gravel     | Amanda Coetzer    | Kristie Boogert Laura Golarsa        | 6-4, 3-6, 6-2 | details |
| 3.               | 1995-05-14  | WTA Praag      | gravel     | Chanda Rubin      | Maria Lindström Maria Strandlund     | 6-7, 6-3, 6-2 | details |
| 4.               | 1995-09-30  | WTA Peking     | hardcourt  | Claudia Porwik    | Stephanie Rottier Wang Shi-ting      | 6-1, 6-0      | details |
| 5.               | 1996-06-16  | WTA Birmingham | gras       | Elizabeth Smylie  | Lori McNeil Nathalie Tauziat         | 6-3, 3-6, 6-1 | details |
| Verloren finales |             |                |            |                   |                                      |               |         |
| 1.               | 1992-03-08  | WTA Boca Raton | hardcourt  | Conchita Martínez | Larisa Neiland Natallja Zverava      | 2-6, 2-6      | details |
| 2.               | 1993-09-26  | WTA Nichirei   | hardcourt  | Amanda Coetzer    | Lisa Raymond Chanda Rubin            | 4-6, 1-6      | details |
| 3.               | 1994-11-06  | WTA Québec     | tapijt (i) | Chanda Rubin      | Elna Reinach Nathalie Tauziat        | 4-6, 3-6      | details |
| 4.               | 1995-03-05  | WTA San Juan   | hardcourt  | Laura Golarsa     | Karin Kschwendt Rene Simpson         | 2-6, 6-0, 4-6 | details |
| 5.               | 1995-09-24  | WTA Nichirei   | hardcourt  | Amanda Coetzer    | Lindsay Davenport Mary Joe Fernandez | 3-6, 2-6      | details |
| 6.               | 1997-06-15  | WTA Birmingham | gras       | Nathalie Tauziat  | Katrina Adams Larisa Neiland         | 2-6, 3-6      | details |

## Prestatietabel grandslamtoernooien
| Legenda | Legenda                          |
| ------- | -------------------------------- |
| g.t.    | geen toernooi gehouden           |
| l.c.    | lagere categorie                 |
| –       | niet deelgenomen                 |
| G       | uitgeschakeld in de groepsfase   |
| 1R      | uitgeschakeld in de eerste ronde |
| 2R      | uitgeschakeld in de tweede ronde |
| 3R      | uitgeschakeld in de derde ronde  |
| 4R      | uitgeschakeld in de vierde ronde |
| KF      | uitgeschakeld in de kwartfinale  |
| HF      | uitgeschakeld in de halve finale |
| F       | de finale verloren               |
| W       | het toernooi gewonnen            |
| w-v     | winst/verlies-balans             |

### Enkelspel
| Toernooi        | 1989 | 1990 | 1991 | 1992 | 1993 | 1994 | 1995 | 1996 | 1997 |    | 1999 | 2000 |
| --------------- | ---- | ---- | ---- | ---- | ---- | ---- | ---- | ---- | ---- | -- | ---- | ---- |
| Australian Open | –    | –    | 1R   | 2R   | 1R   | 2R   | 2R   | 2R   | 1R   | –  | 1R   |      |
| Roland Garros   | –    | 1R   | 3R   | 2R   | 2R   | 1R   | 2R   | 3R   | 1R   | –  | –    |      |
| Wimbledon       | –    | 2R   | 3R   | 2R   | 1R   | 3R   | 1R   | 3R   | 1R   | 1R | –    |      |
| US Open         | 1R   | 1R   | –    | 1R   | 2R   | 2R   | 1R   | KF   | 1R   | –  | –    |      |

### Vrouwendubbelspel
| Toernooi        | 1991 | 1992 | 1993 | 1994 | 1995 | 1996 | 1997 |    | 1999 | 2000 |
| --------------- | ---- | ---- | ---- | ---- | ---- | ---- | ---- | -- | ---- | ---- |
| Australian Open | 1R   | 2R   | 3R   | 2R   | 3R   | 3R   | 3R   | 1R | 2R   |      |
| Roland Garros   | 2R   | 3R   | 1R   | 1R   | 2R   | 3R   | 2R   | 1R | 1R   |      |
| Wimbledon       | –    | 1R   | 2R   | KF   | 2R   | HF   | 3R   | KF | 2R   |      |
| US Open         | –    | 1R   | 1R   | 1R   | 3R   | 1R   | 1R   | 3R | 1R   |      |

### Gemengd dubbelspel
| Toernooi        | 1992 | 1993 | 1994 | 1995 | 1996 | 1997 |    | 1999 |
| --------------- | ---- | ---- | ---- | ---- | ---- | ---- | -- | ---- |
| Australian Open | –    | –    | 1R   | KF   | 1R   | 1R   | 2R |      |
| Roland Garros   | 1R   | –    | 1R   | 2R   | 2R   | –    | –  |      |
| Wimbledon       | 2R   | 1R   | 1R   | 3R   | 2R   | 2R   | –  |      |
| US Open         | –    | 1R   | 1R   | 1R   | 1R   | 1R   | –  |      |